# Нащокинский домик
Нащо́кинский домик — кукольный домик, выполненный по заказу Павла Нащокина (1801—1854), точная копия дома Нащокиных в Москве, в Воротниковском переулке (ныне № 12), который семейство снимало у губернской секретарши Аграфены Ивановны Ивановой. Это последний московский адрес Александра Пушкина — он гостил у Нащокина с 3 по 20 мая 1836 года.
«Мой маленький домик» — как называл его сам владелец — заключён в футляр 2,5 × 2 м с раздвижными зеркальными стёклами. Все вещи в домике являются действующими моделями реальных вещей и были изготовлены на тех же фабриках, что и настоящие. Так, миниатюрную мебель выполнили в мастерской братьев Гамбс, фарфоровый сервиз — на заводе А. Г. Попова, рояль, на котором играли с помощью вязальных спиц, принадлежит фирме «Фишер».
А. С. Пушкин был свидетелем создания домика. Он неоднократно упоминал о нём в письмах к жене Наталье Николаевне. Так, 8 декабря 1831 года он писал: «Дом его (помнишь?) отделывается; что за подсвечники, что за сервиз! он заказал фортепьяно, на котором играть можно будет пауку, и судно, на котором испразнится разве шпанская муха». Через год Пушкин сообщал супруге: «С Нащокиным вижусь всякий день. У него в домике был пир: подали на стол мышонка в сметане под хреном в виде поросенка. Жаль, не было гостей. По своей духовной домик этот отказывает он тебе»; 4 мая 1836 года он писал: «Домик Нащокина доведен до совершенства — недостает только живых человечиков. Как бы Маша им радовалась».
Однако, домик не был передан семье Пушкиных. Вскоре после смерти поэта Нащокин был вынужден заложить его, после чего реликвия несколько раз меняла своих владельцев. Позднее домик обнаружил и восстановил художник и коллекционер С. А. Галяшкин.
В 1919 году домик был реквизирован, после чего попал в Государственный музейный фонд, находившийся в здании Английского клуба на Тверской улице. В начале 1921 года в двух залах бывшего клуба был организован музей «Старая Москва», год спустя ставший филиалом Исторического музея. В октябре 1922 года, когда здание на Тверской было передано под выставку «Красная Москва», домик, в составе других фондов музея, переехал в Юсуповский дворец в Большом Харитоньевском переулке. В 1926 году, после ликвидации музея Старой Москвы, он вошёл в коллекцию Исторического музея.
В 1937 году в рамках «Пушкинского юбилея», приуроченного к 100-летию со дня гибели поэта, в Историческом музее проходила Всесоюзная пушкинская выставка, материалы которой стали основой для образования Музея А. С. Пушкина. Домик был перевезён в Ленинград, и после эвакуации в период войны, вновь предстал в экспозиции музея, разместившейся в 17 залах Государственного Эрмитажа. С 1967 года домик экспонировался в одном из 27 залов экспозиции «А. С. Пушкин. Личность, жизнь и творчество» в церковном флигеле Большого Екатерининского дворца в Пушкине.
Позднее, в рамках подготовки к 200-летию со дня рождения Пушкина, домик переехал в экспозицию Всероссийского музея А. С. Пушкина, на Мойке, 12.
В XXI  веке домик дважды экспонировался в Москве: в 2001 году в галерее «Дом Нащокина» в доме, который был его прообразом, и в 2017 году в Государственном музее А. С. Пушкина на Пречистенке, на выставке «Нащокинский домик — путешествие в Москву. К 60-летию со дня основания Государственного музея А. С. Пушкина».